# Passer suahelicus
Passer suahelicus е вид птица от семейство Врабчови (Passeridae).

## Разпространение
Видът е разпространен в Кения и Танзания.